# كيفن كرايغ
كيفن كرايغ (بالإنجليزية: Kevin Craig) هو سياسي أمريكي، ولد في 28 يوليو 1968 في بيتسبرغ في الولايات المتحدة. حزبياً، نشط في الحزب الديمقراطي.